# ميخائيل برينان (لاعب هوكي الحقل)
ميخائيل برينان (بالإنجليزية: Michael Brennan) هو لاعب هوكي الحقل أسترالي، ولد في 15 أكتوبر 1975 في توومبا في أستراليا.

## وصلات خارجية
- ميخائيل برينان على موقع الاتحاد الدولي للهوكي (الإنجليزية)
- ميخائيل برينان على موقع اللجنة الأولمبية الدولية (الإنجليزية)
- ميخائيل برينان على موقع أوليمبيديا (الإنجليزية)
- ميخائيل برينان على موقع اللجنة الأولمبية الأسترالية (الإنجليزية)